# Pamela Cabezas
Pamela Antonia Cabezas López (Cabrero, 10 de julio de 2007) es una futbolista chilena que juega como delantera en Universidad Católica de la Primera División de fútbol femenino de Chile.

## Trayectoria
Formada en la Universidad Católica, debutó en las cruzadas en 2023. 
Al año siguiente, junto a su compañera de equipo Vaitiare Pardo, firmó su primer contrato profesional a la edad de 16 años. Anotó su primer gol en el profesionalismo el 7 de julio del 2024 en la victoria por 2-0 contra Universidad de Concepción.  

## Selección nacional
A nivel formativo, Cabezas representó a la selección chilena tanto en el Campeonato Sudamericano Femenino Sub-17 2024 como en el Campeonato Sudamericano Femenino Sub-20 del mismo año. 
En la categoría adulta, recibió su primera convocatoria para dos amistosos contra Ecuador en octubre de 2024.  Fue convocada nuevamente para los dos amistosos contra Haití en abril de 2025, donde debutó en el primer amistoso y convirtió un gol.  
En 2025, fue convocada para representar a Chile en la CONMEBOL Copa América Femenina. 

### Partidos internacionales
| Selección chilena | Selección chilena | Selección chilena |
| Año               | Partidos          | Goles             |
| ----------------- | ----------------- | ----------------- |
| 2025              | 5                 | 3                 |
| Total             | 5                 | 3                 |

## Clubes
| Club                 | País  | Año   |
| -------------------- | ----- | ----- |
| Universidad Católica | Chile | 2023- |